# Mughiphantes hindukuschensis
Mughiphantes hindukuschensis is een spinnensoort in de taxonomische indeling van de hangmatspinnen (Linyphiidae).
Het dier behoort tot het geslacht Mughiphantes. De wetenschappelijke naam van de soort werd voor het eerst geldig gepubliceerd in 1972 door František Miller & Jan Buchar.